# Farní sbor Českobratrské církve evangelické v Soběhrdech
Farní sbor Českobratrské církve evangelické v Soběhrdech je sborem Českobratrské církve evangelické v Soběhrdech. Sbor spadá pod Pražský seniorát.
Duchovním sboru je farář Josef Bartošek, kurátorem sboru Jiří Fojtů.

## Faráři sboru
- Samuel Galambosy (1783–1785)
- Joel Jesenius (1785–1787)
- Tomáš Kovacs (1788–1793)
- István Gaal (1793–1799)
- György Bory (1799–1800)
- András Forgácz (1801–1804)
- Ferenc Paal (1805–1812)
- Josef Šedivý (1812–1820)
- Václav Francouz (1820–1830)
- Jan Kašpar (1830–1833)
- Hynek (Ignác) Juren (1833–1880)
- Gustav Šoltéz (1881–1886)
- Jindřich Čížek (1886–1888)
- Josef Nešpor (1888–1895)
- Karel Španiel (1896–1905)
- Jan Vladimír Šebesta (1905–1919)
- Josef Šlechta (1919–1928)
- Josef Pospíšil (1930–1937)
- Pavel Škeřík (1938–1939)
- Bohumír Koutný (1939–1946)
- Josef Voborník (1948–1960)
- Jaroslav Ondra (1962–1976)
- Hynek Tkadleček (1999–2004)
- Josef Bartošek (2005–2006)
- Petr Turecký (od 2006–2019)
- Josef Bartošek (2020–2022)